# Polycyrtus leucopus
Polycyrtus leucopus är en stekelart som först beskrevs av Brulle 1846.  Polycyrtus leucopus ingår i släktet Polycyrtus och familjen brokparasitsteklar. Inga underarter finns listade i Catalogue of Life.